# 930
Évszázadok: 9. század – 10. század – 11. század
Évtizedek: 880-as évek – 890-es évek – 900-as évek – 910-es évek – 920-as évek – 930-as évek – 940-es évek – 950-es évek – 960-as évek – 970-es évek – 980-as évek
Évek: 925 – 926 – 927 – 928 –  929 – 930 – 931 – 932 – 933 – 934 – 935

## Események

### Európa
- Izlandon először ül össze a népgyűlés, az Alþingi, amelyet a világ első parlamentjének tartanak.
- III. Abd al-Rahmán córdobai kalifa ostrom alá veszi a lázadó Toledót.

## Ázsia
- Az Abu Táhir al-Dzsannábí által vezetett bahreini karámiták Dél-Irak feldúlása után meglepetésszerűen megtámadják és kifosztják Mekkát. Sok zarándokot megölnek, az iszlám legszentebb ereklyéjét, a Fekete követ pedig magukkal viszik Bahreinbe.
- A perzsa Aszfar ibn Siruja tabarisztáni hadúr hadvezére, Mardavidzs fellázad ellene, elűzi és meghódítva Tabarisztánt megalapítja a Zijárida dinasztiát.
- A 46 éves Daigo japán császár súlyosan megbetegszik, ezért lemond 7 éves fia, Szuzaku javára és bevonul egy buddhista kolostorba; röviddel később meg is hal.

## Születések
- Alferius, itáliai apát
- I. Gisulf, salernói herceg
- Liudolf, sváb herceg
- Hucbaldus, francia költő, zeneszerző

## Halálozások
- Abu Kámil, egyiptomi matematikus

## Fordítás
- Ez a szócikk részben vagy egészben  a(z)   930 című angol Wikipédia-szócikk ezen változatának fordításán alapul.  Az eredeti cikk szerkesztőit annak laptörténete sorolja fel. Ez a jelzés csupán a megfogalmazás eredetét és a szerzői jogokat jelzi, nem szolgál a cikkben szereplő információk forrásmegjelöléseként.